# Elsa-Brändström-Realschule (Essen)

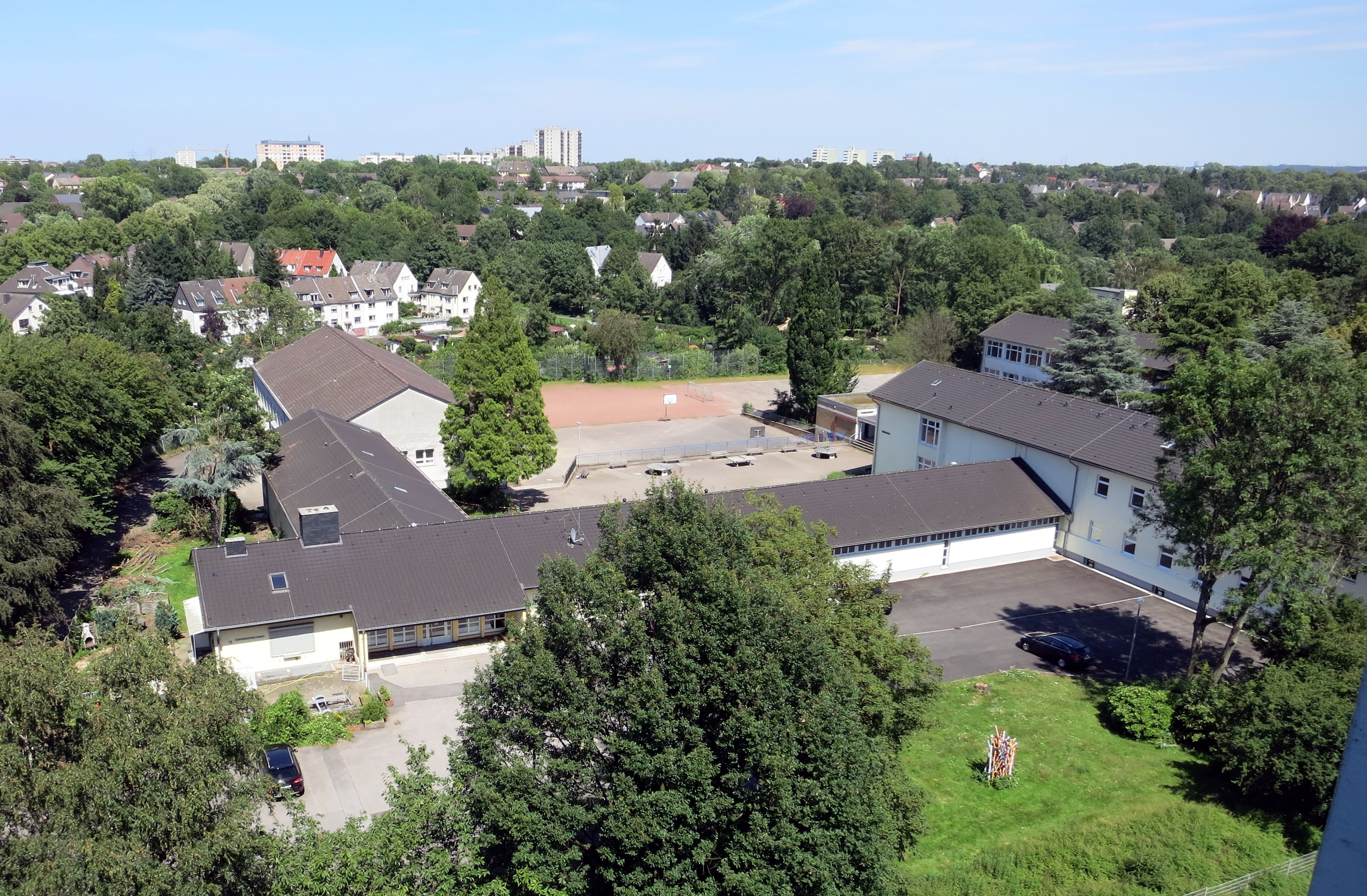
Schulgebäude, Blick von Südwesten (2014)

Die Elsa-Brändström-Realschule (EBRS) ist eine städtische Realschule im Essener Stadtteil Bergerhausen. Sie ist Eliteschule des Sports und verfügt über einen bilingualen Zweig.

## Geschichte

### Gründung bis 1945
Die 1907 als „Mädchenmittelschule Essen-Altstadt“ gegründete heutige Elsa-Brändström-Realschule ist Essens zweitälteste Realschule. Mit ihrem Ziel, Mädchen eine über die Volksschulbildung hinausreichende, vertiefende Allgemeinbildung zu vermitteln, war sie bis 1921 die einzige Schule ihrer Art in Essen und Umgebung. Die Schule wurde zunächst gemeinsam mit der zwei Jahre zuvor gegründeten „Knabenmittelschule Essen-Altstadt“ unter der Leitung des Rektors Menkenberg paritätisch geführt. Erst im Jahr 1924 bekam die Schule mit Studienrat Franz Frye eine eigene Leitung. Nachdem die Schule ihre ersten Schulräume in der Volkshochschule am Alfrediplatz hatte, musste sie mehrfach umziehen; zeitweise fand der Unterricht in provisorisch auf dem Gelände anderer Schulen aufgestellten Baracken statt. 1943, während der Luftangriffe auf das Ruhrgebiet, wurden auch diese Gebäude zerstört; Schülerinnen und Lehrpersonen mussten evakuiert werden und das gesamte Schulleben kam vorübergehend zum Erliegen.

### 1945 bis heute
Der regelmäßige Schulunterricht wurde bereits im Herbst 1945 unter Leitung von Schuldirektorin Thekla Stegbeck wieder aufgenommen. 1951 wurde die Schule in „Mädchenrealschule Essen-Altstadt“ umbenannt, 1952 bezog sie den ersten Realschulneubau der Stadt Essen in der Bergerhauser Straße – ihren heutigen Standort. Die abermalige Umbenennung in „Elsa-Brändström-Realschule“ erfolgte 1963 auf Beschluss des damaligen Kollegiums. Die Koedukation wurde 1975 eingeführt – mit zunächst 45 Jungen und 568 Mädchen. Die Einführung der Differenzierung erfolgte im Jahre 1978, der bilinguale Zweig wurde 1993 gegründet, und seit dem Jahre 2003 ist die Elsa-Brändström-Realschule Partnerschule des Leistungssports.
Da die Anzahl der Schüler deutlich anstieg, wurde im Frühjahr 2019 der Bau eines neuen freistehenden Gebäudes beschlossen. Seit Ende desselben Jahres wird dieses für den Unterricht genutzt.

## Namensgebung

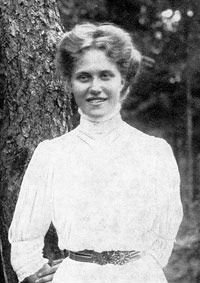
Die Namensgeberin Elsa Brändström 1906

Ende 1962 hatte der Rat der Stadt Essen beschlossen, dass die Essener Realschulen künftig jeweils einen individuellen Namen führen sollten, der an eine bedeutende Persönlichkeit erinnert. Das damalige Kollegium einigte sich auf Elsa Brändström, die schwedische Krankenschwester und Philanthropin, die durch ihr humanitäres Engagement in den russischen Gefangenenlagern des Ersten Weltkrieges als „Engel von Sibirien“ bekannt geworden war. Am 1. Januar 1963 wurde so aus der „Mädchenrealschule Essen-Altstadt“ die „Elsa-Brändström-Realschule“.

## Besonderheiten
Das Schulprogramm der Elsa-Brändström-Realschule weist als „tragende Säulen“ unter anderen Aspekten die Bilingualität und ihren Rang als Partnerschule des Leistungssports aus.

### Bilingualer Zweig
Seit 1993 verfügt die Schule über einen bilingualen Zweig. In den zweisprachigen Klassen werden in den Jahrgangsstufen 5 und 6 zunächst je zwei zusätzliche Wochenstunden Englischunterricht erteilt, in den folgenden Jahrgangsstufen werden die Fächer Erdkunde und Geschichte dann zunehmend in englischer Sprache unterrichtet.

### Eliteschule des Sports
Im Jahre 2003 wurde der Elsa-Brändström-Realschule das Prädikat „Partnerschule des Leistungssports“ verliehen; gemeinsam mit dem Helmholtz-Gymnasium Essen gehört sie als Partnerschule des Sportinternats Essen zum Verbund der Eliteschulen des Sports in Essen.

### Schule ohne Rassismus
Im Schuljahr 2009/2010 beschloss der Wahlpflichtkurs II die Teilnahme am europaweiten Projekt „Schule ohne Rassismus – Schule mit Courage“; 80 % der Schulmitglieder gingen mit ihrer Unterschrift die Verpflichtung ein, sich jeder Form von Diskriminierung, Mobbing und Gewalt aktiv zu widersetzen. Am 17. Juni 2010 fand erstmals und unter Beteiligung aller Jahrgangsstufen von 5 bis 10 ein Projekttag zum Thema statt, am darauf folgenden Tag wurde der Elsa-Brändström-Realschule der Titel „Schule ohne Rassismus – Schule mit Courage“ offiziell verliehen. Als Pate konnte der TV-Moderator Matthias Killing gewonnen werden.

## Schulleiterinnen und Schulleiter

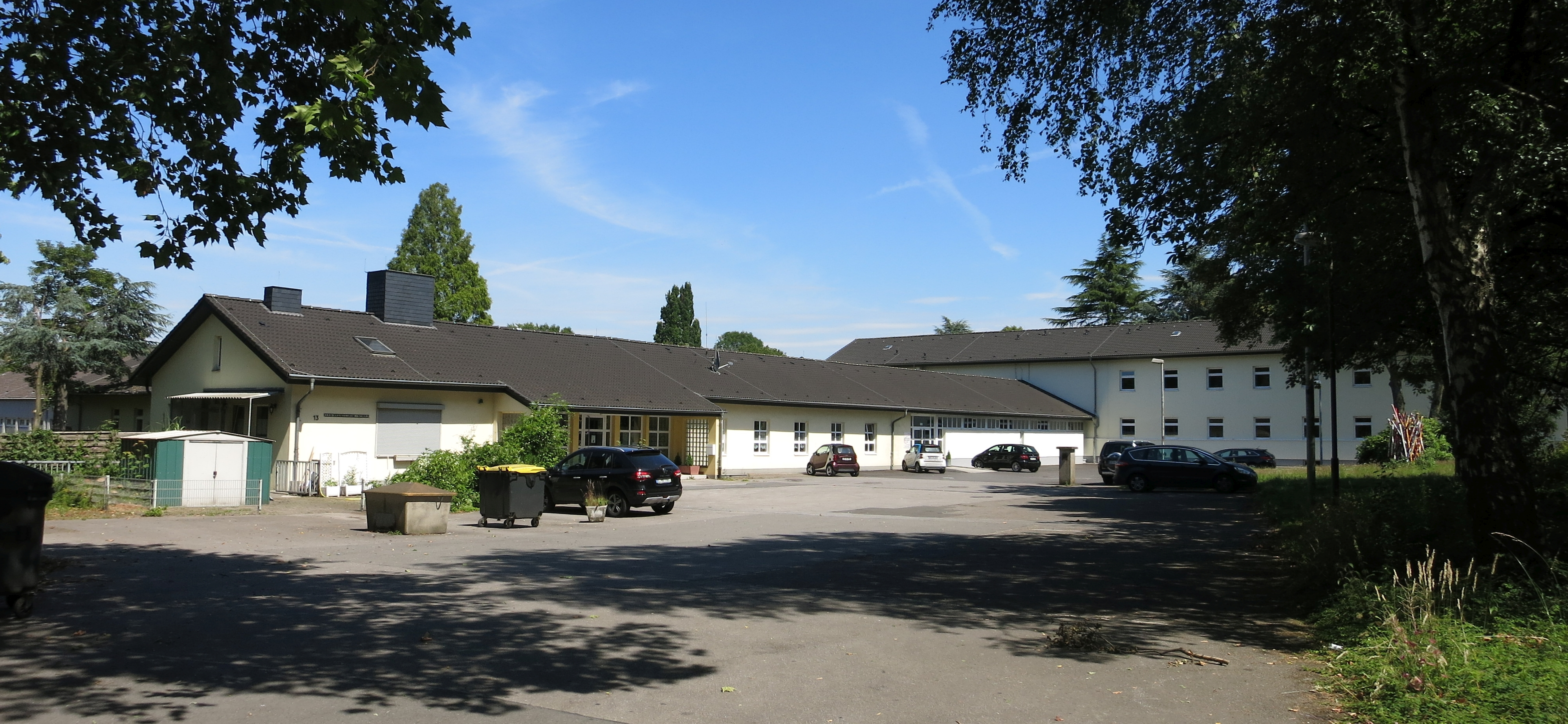
Platz vor dem Schulgebäude

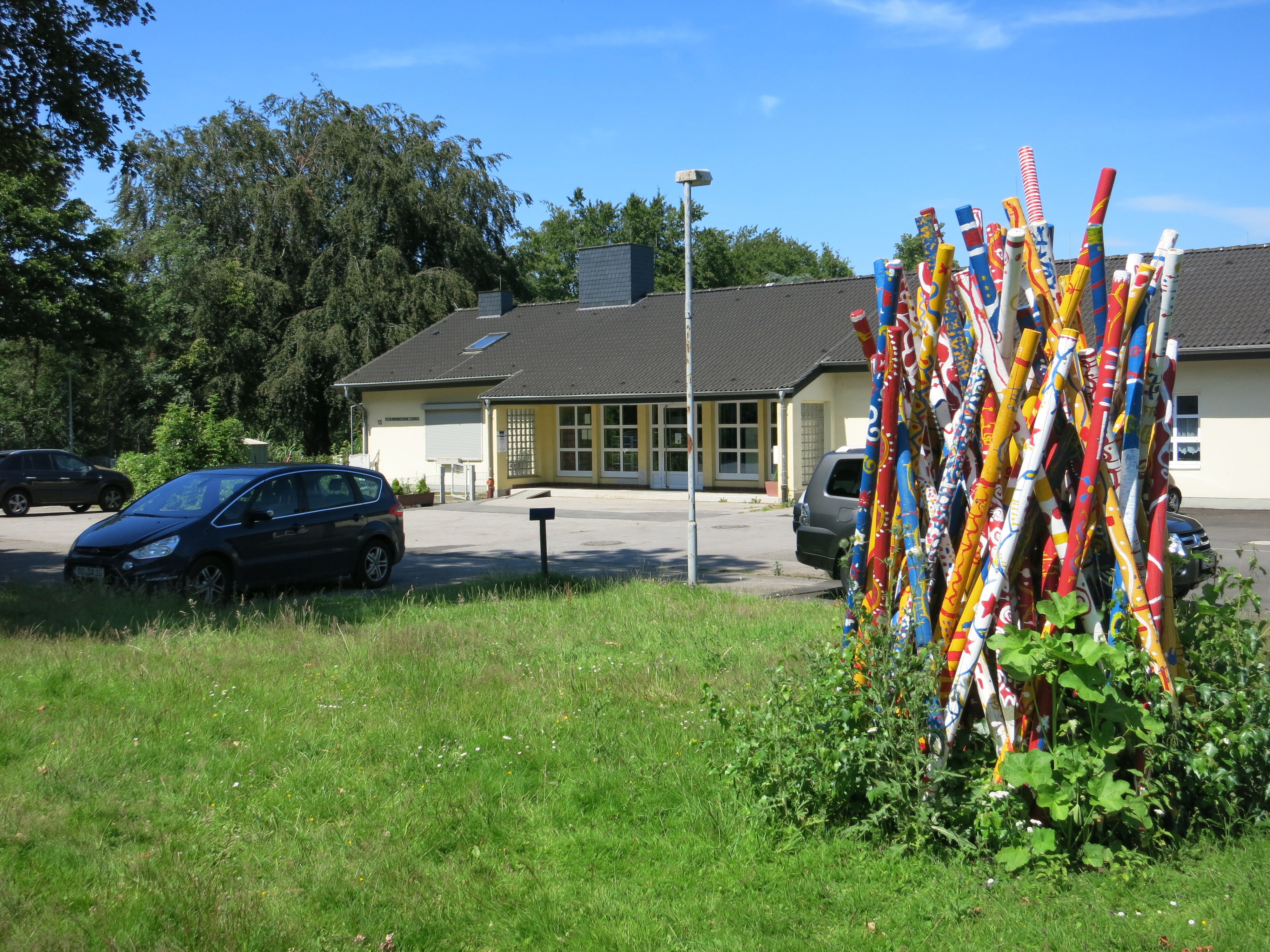
Skulptur vor dem Schulgebäude

Nach Gründung der Mädchenmittelschule wurde diese zunächst nebenamtlich von den Leitern anderer Anstalten mitgeleitet. Als Erster übernahm Rektor Menkenberg von der Knabenmittelschule diese Aufgabe, später Seminardirektor Erbach vom Volksschullehrerinnenseminar, gefolgt von dessen Nachfolger Müller. 1924 schließlich trat mit Studienrat Franz Frye erstmals ein eigens für die Mädchenmittelschule eingesetzter Schulleiter sein Amt an.
| Schulleiterinnen und Schulleiter | Schulleiterinnen und Schulleiter | Schulleiterinnen und Schulleiter |
| -------------------------------- | -------------------------------- | -------------------------------- |
| 1924                             | Franz Frye                       | Studienrat                       |
| 1945                             | Thekla Stegbeck                  | Schuldirektorin und Stadträtin   |
| 1953                             | Elfriede Serno                   | Realschuldirektorin              |
| 1962                             | Herta Butz                       | Realschuldirektorin              |
| 1962                             | Günther Trillken                 | Realschuldirektor                |
| 1990                             | Hans Peter Steffens              | Realschuldirektor                |
| 2006                             | Michael Wolf                     | Realschulrektor                  |

## Schülerinnen und Schüler mit besonderen Sporterfolgen
Die folgenden derzeitigen und ehemaligen Schülerinnen und Schüler haben durch ihre besonderen Erfolge im Leistungssport überregionale Bekanntheit erlangt.
- Kathrin Demler – Schwimmerin, Vierte bei den Jugend-Europameisterschaften 2012[6]
- Jonas Ems (* 1986) – Kanute, Weltmeister 2007, Olympia-Qualifikation 2008[7]
- Maximilian Freund – Ruderer, Silber im Juniorinnen-Doppelvierer m. Stm U17 bei der Deutschen Sprintmeisterschaft 2012[8]
- Delaine Goll – Schwimmerin, Gold bei den Deutschen Jahrgangsmeisterschaften 2012[9]
- Dinah Grote – Hockeyspielerin, Europameisterin bei der Hallenhockey-Europameisterschaft der Damen 2012[10]
- Mandy Islacker (* 1988) – Fußballspielerin, mit dem FC Bayern München Zweite bei der Deutschen Meisterschaft 2009
- Max Rendschmidt – Kanute, Gold und Bronze bei den U23-Europameisterschaften 2012, Doppelolympiasieger 2016 in Rio de Janeiro (im K2 und K4), sowie Olympiasieger im K4 2021 in Tokio[11]
- Nicole Schott (* 1996) – Eiskunstläuferin, Deutsche Meisterin 2012[12]
- Vivienne Schott – Eiskunstläuferin, Bronze bei den deutschen Nachwuchs-Meisterschaften 2009[12]
- Saskia Strucksberg – Rhythmische Sportgymnastin, Qualifikation für die Deutschen Meisterschaften 2010[13]